# Карстен Йенсен
Карстен Йенсен (на английски: Carsten Jensen) е датски журналист и писател на произведения в жанра публицистика, пътеписи, приключенски роман и документалистика.

## Биография и творчество
Карстен Йенсен е роден на 24 юли 1952 г. в Марстал, остров Ерьо, Дания. Баща му е моряк от старата школа, капитан на малък товарен кораб, който му дава първите уроци по мореплаване. Получава магистърска степен по литературознание през 1981 г. от Копенхагенския университет с дипломна работа за писателя Ханс Кърк. След дипломирането си работи като журналист и става известен колумнист във вестник „Политикен“, където също пише социално критични есета, статии и доклади. Също така сътрудничи на `Dagbladet Information`, `Aktuelt`, `Ekstra Bladet` и `Morgenavisen Jyllands-Posten`. В периода 1985 – 1990 г. е редактор на списание `Fredag`. През 2001 г. става помощник-професор по културен анализ във Факултета по хуманитарни науки в Университета на Южна Дания, а в периода 2000 – 2003 г. е член на Културния съвет.
Карстен Йенсен е публикувал редица романи, критични есета, статии и пътеписи. Първата му книга „Продажби, класа и смърт“ (Salg, klasse og død) е издадена през 1975 г. и е анализ на „Смъртта на търговския пътник“ на Артър Милър. Следват сборници с негови остри културно критични статии, изразяващи неговите постоянни притеснения са свързани с материалистичните западни ценности и как съвременният живот е разрушил връзките между хората.
През 1988 г. е издаден романът му „Вечерята на канибалите“ (Cannibalerne nadver), който изобразява сатирично нарцистичната култура от 1980-те години с мъжкия разказвач в ролята на еротичен изследовател, а в романът му „Земя в устата“ (Jorden i munden) от 1991 г. разказвачът иска и търси да разбере себе си чрез пътуване, което си спомня, което става основен мотив в по-късното му творчество.
В пътеписа „Видях началото на света“ (Jeg har set verden begynde) от 1996 г. за пътуването си през Русия, Китай, Камбоджа и Виетнам прави културно критично размишление върху падането на комунизма и срещане на човешкото същество в чуждата култура. Книгата получава наградата „Златен лавър“. В пътеписа си „Чух падаща звезда“ (Jeg har hørt et stjerneskud) от 1997 г. завършва пътуването си в Южна Америка. Двата пътеписа стават класика. Репортажите от обширната му пътешественическа дейност са продължени в „Забравените хора – пътешествие в граничните райони на Бирма“ (Det glemte folk – en rejse i Burmas grænseland) от 2004 г. описващ борбата на народа карени в Бирма.
През 2006 г. е издаден романът му „Ние, удавниците“. Романът е епос за четири поколения в живота на моряци през 19 век. През 1848 г. пъстър екипаж от датски моряци отплава от малкия островен град Марстал, за да се бие с германците. Не всички от тях се връщат – а тези, които се връщат, никога няма да бъдат същите. Сред тях е смелчагата Лауридс Мадсън, който отново излиза в открито море и изчезва. Щом пораства синът му Албърт тръгва да го търси в пътешествие, което ще го отведе от скалите на Нюфаундленд до тучните плантации на Самоа, от най-суровите барове в Тасмания до замръзналите брегове на Северна Русия. Историята е развита в период от 100 години и две световни войни. Романът става бестселър издаден в над 20 страни по света и получава наградата за литература на Датската банка, най-престижната литературна награда на Дания.
В романът му „Първия камък“ (Den første sten) от 2015 г. действието се развива в разкъсвания от война Афганистан и е история за това какво причинява войната на хората, които живеят близо един до друг в постоянна опасност, за приятелства, предателства и бедствия. Романът получава одобрението на критиката и наградата на читателите. Заедно с норвежкият документалист Андерс Хамер издават през 2016 г. книгата „Войната, която никога не свършва. Репортажи от Афганистан“ (Krigen der aldrig ender. Reportager fra Afghanistan), актуален и многостранен портрет на Афганистан.
Писателят е удостоен с наградата „Улоф Палме“ през 2010 г., заради това, че „с думи и действия се бори на страната на слабите и в родината си, и по цял свят“, и получава датската литературна награда „Сьорен Гюлендал“ през 2012 г.
Карстен Йенсен живее със семейството си в Копенхаген.

## Произведения

### Самостоятелни романи
- Kannibalernes nadver (1988)[2][3]
- Jorden i munden (1991)
- Vi, de druknede (2006) – награда на Датската банка
Ние, удавниците, изд.: „Жанет 45“, Пловдив (2016), прев. Мария Змийчарова
- Sidste rejse (2007)
- Den første sten (2015)

### Документалистика
- Salg, klasse og død (1975)[2][3]
- Sjælen sidder i øjet (1985) – сборник статии[4]
- På en mørkeræd klode (1986) – сборник статии
- Souveniers fra 80'erne (1988) – сборник статии
- Af en astmatisk kritikers bekendelser (1992) – есета
- Forsømmelsernes bog (1993) – есета
- Jeg har set verden begynde (1996) – награда „Златен лавър“ на книжарите за пътепис
- Jeg har hørt et stjerneskud (1997) – пътепис
- År to & tre (1999) – есета
- Oprøret mod tyngdeloven (2001) – есета
- Jorden rundt (2003)
- Livet i Camp Eden (2004) – есета
- Det glemte folk – en rejse i Burmas grænseland (2004) – пътепис
- Vi sejlede bare – virkeligheden bag Vi, de druknede (2009) – за източниците на романа „Ние, удавниците“
- Ud – opdagelsesrejser 1978 – 2010 (2010) – сборник репортажи от пътувания в периода 1977 – 2009 г.
- Horisonter (2011)
- Krigen der aldrig ender. Reportager fra Afghanistan. (2016) – с Андерс Хамър
- Kældermennesker (2018)
- Mod stjernerne (2018)
- Hovedspringere (2019)